# Schlacht um Ancona

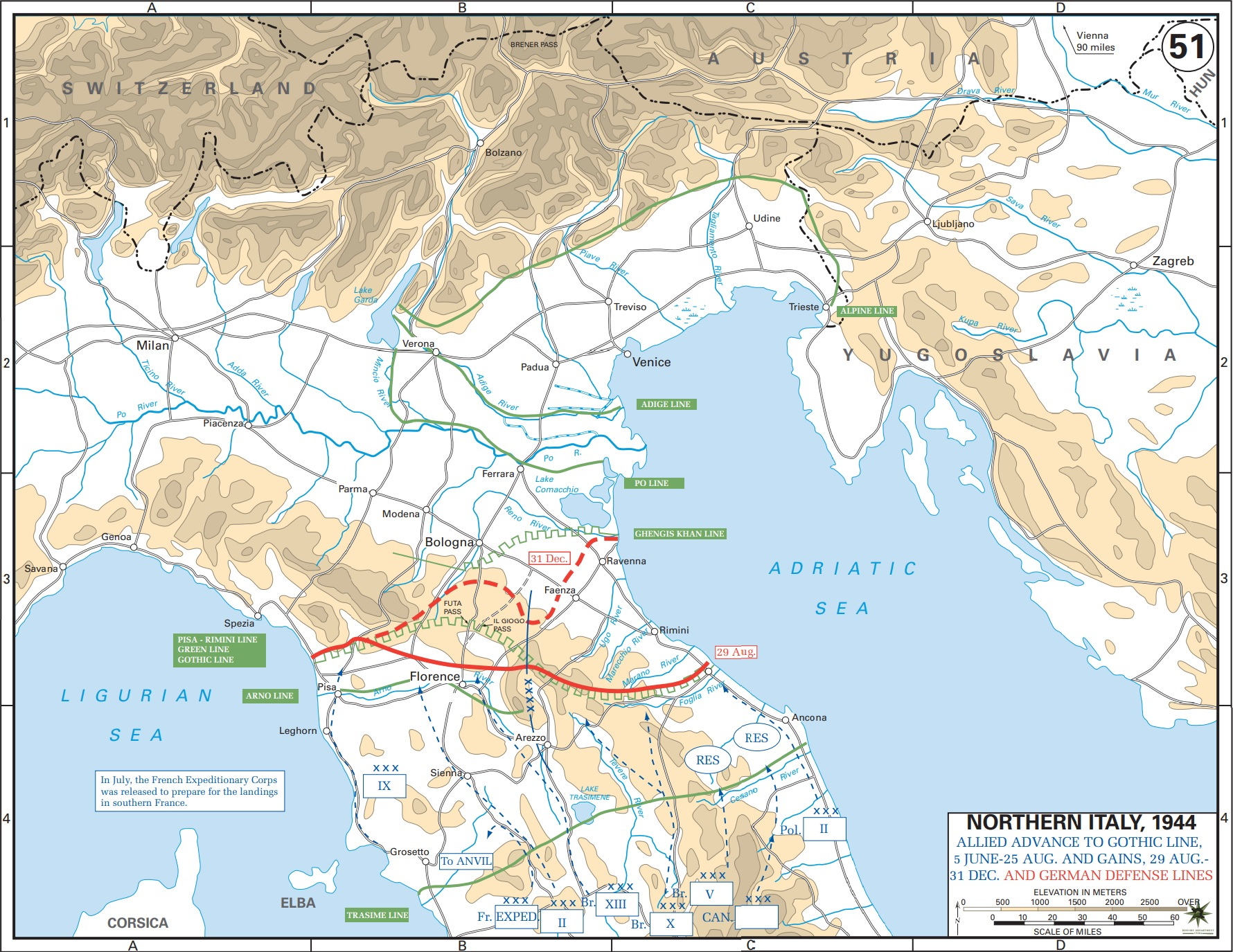
Deutsche Verteidigungspositionen in Norditalien 1944. Das polnische II. Korps rückt bis nach Ancona vor.

Die Schlacht um Ancona war eine der Schlachten der alliierten Streitkräfte während des Zweiten Weltkrieges an der italienischen Front während der Kämpfe an der Adria im Jahr 1944.

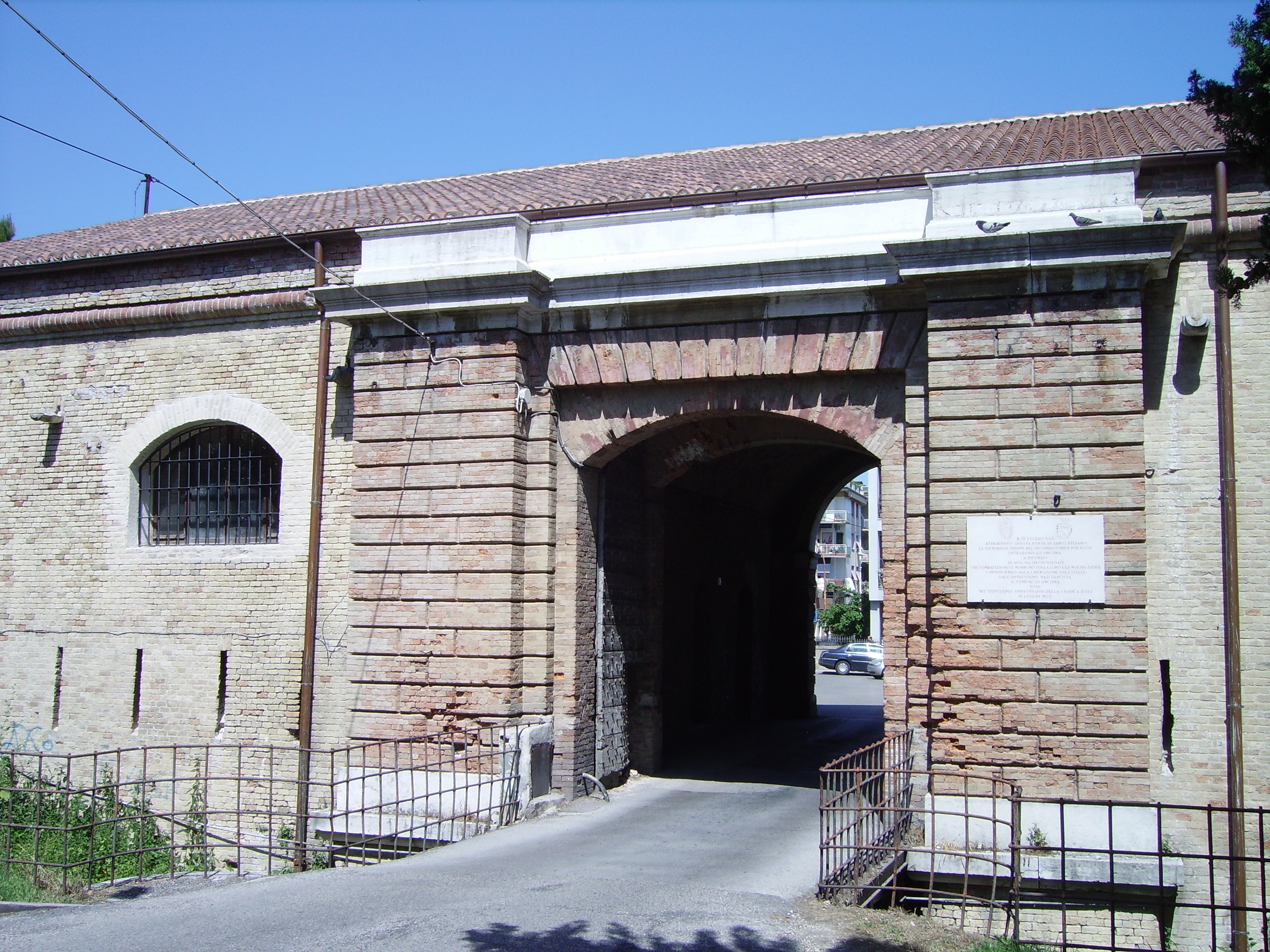
Das Santo Stefano Tor in Ancona, durch welches die von Władysław Anders angeführten Truppen polnischen Truppen in die Stadt einmarschierten.

## Vorgeschichte
Am 7. Juni 1944 löste die polnische 3. Karpaten-Schützendivision die indische 4. Infanteriedivision in dem Gebiet ab. Am 15. Juni nahm das 2. polnische Korps Verfolgungsoperationen entlang der Adria auf, die von deutschen Einheiten behindert wurden. Die deutschen Divisionen leisteten in aufeinanderfolgenden Positionen massiven Widerstand. Am 21. Juni griffen Truppen des polnischen Korps die deutsche 278. Infanteriedivision am Fluss Chienti an. Die Polen durchbrachen die Verteidigung zwar nicht, dennoch zogen sich die deutschen Einheiten zurück. Das polnische Korps nahm die Verfolgung wieder auf. Am 1. Juli begannen die führenden Einheiten der 3. Schützendivision in Zusammenarbeit mit der 2. Panzerbrigade eine Verfolgung entlang der Straße Nr. 16. An ihrer Spitze operierten getrennte Einheiten. Links von der 3. Schützendivision trat die 5. Infanteriedivision Kresowa in die Kämpfe ein. Die 3. Schützendivision bezog Stellung am Fluss Musone und sicherte ihre Flanken. Es folgte die Schlacht von Loreto. Die Polen eroberten Loreto, Recanati, Castelfidardo am 1. Juli, Osimo am 5. Juli und S. Piero Hill am 6. Juli. Die 5. Kresowa-Division überquerte nach heftigen Kämpfen den Musone und stellten Kampfkontakt mit der 3. Karpaten-Division her. Der deutsche Widerstand wurde nach der Eroberung von Montoro durch die 5. Division gebrochen. Die Vorbereitungen für die eigentliche Schlacht von Ancona begannen.
Starker feindlicher Widerstand wurde nur am Rande der Stadt und im Hafen von Ancona organisiert. General Władysław Anders beschloss, den Hauptangriff mit den Streitkräften der 5. Infanteriedivision durchzuführen. Es sollte die dominierenden Hügel in der Gegend von Paterniano–Monte della Crescia–Monte Tarto erobern. In der Küstenzone wurde die 3. Karpaten-Schützendivision mit dem Karpatenkavallerieregiment beauftragt, den Feind mit Fesselungsangriffen zu binden und Scheinaktionen durchzuführen.

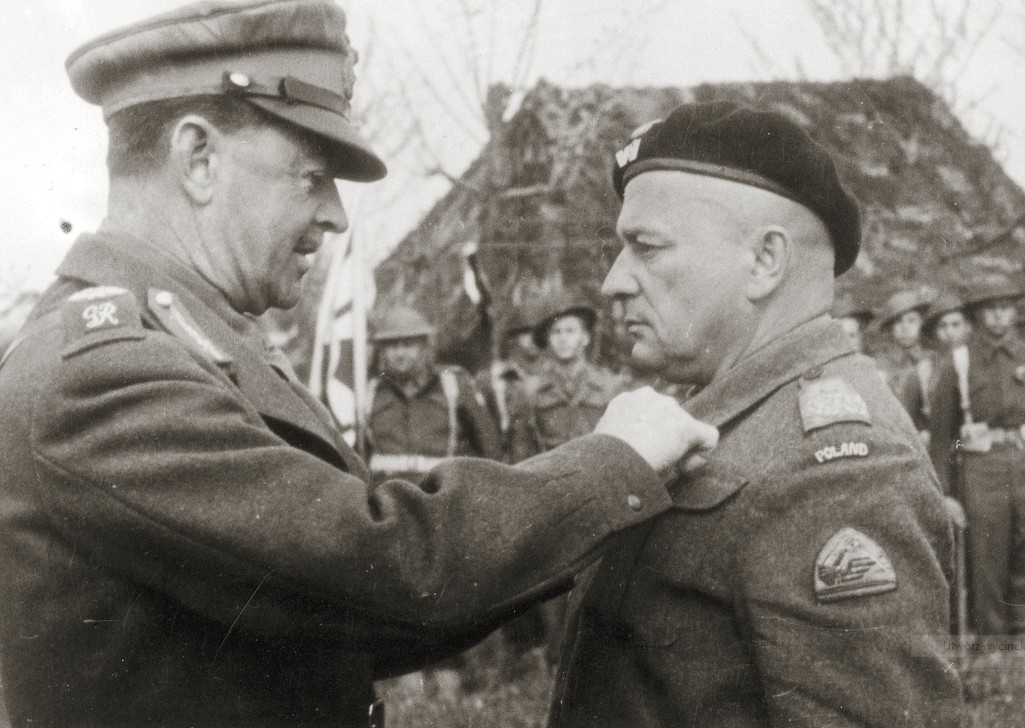
General Harold Alexander verleiht General Bronisław Rakowski nach der Schlacht von Ancona einen Orden.

## Kämpfe um die Stadt

Schlacht um Ancona (17.–18. Juli 1944)

Am 17. Juli um 6.00 Uhr wurde ein Angriff auf Ancona gestartet, dem eine Artillerievorbereitung vorausging. Von der Spitze aus machte die 3. Karpaten-Schützendivision einen Scheinvormarsch entlang der Straße Numana-Ancona. Zu dieser Zeit sollte die 5. Kresowa-Division, verstärkt durch das polnische 4. Panzerregiment, die Verteidigung des Feindes brechen und Monte del Cresia und S. Stefano erobern. Den Westflügel des 2. Korps deckte die italienische 2. Brigade. Das 14. Wilnaer Schützenbataillon, verstärkt durch eine Panzerschwadron, eroberte Paterniano. Das 13. Wilnaer Schützenbataillon besetzte die Hügel nördlich von San Stefano und eroberte dann zusammen mit dem 15. Schützenbataillon den Monte delia Crescia. Die Deutschen starteten einen Gegenangriff aus der Region Offagna. Der deutsche Angriff wurde zurückgeschlagen und die Stadt erobert. Es war eine günstige Ausgangsposition für einen direkten Angriff auf die Stadt. Dank der Eroberung der Hügel Monte Tarto und Croce di San Vinzenzo wurde auch im westlichen Teil ein tiefer Einblick in die deutsche Verteidigung gewonnen. Trotz der Abenddämmerung setzten die Truppen des polnischen Korps ihren Angriff fort.
Die deutsche Luftwaffe bombardierte nachts hauptsächlich die Küstenregion und setzte dabei unter anderem die alte Basilika in Loreto in Brand. Die polnische 6. Lemberger Infanterie-Brigade und das 15. Posener Ulanen-Regiment machten ein Manöver und gingen direkt nach Ancona. Torrette a Mare wurde eingenommen und die Infanterie ging mit Panzerunterstützung zum Fluss Esino in Chiaravalle vor.

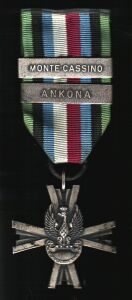
Polnischer Orden für die Teilnahme an Kämpfen in Ancona und Monte Cassino

Am 18. Juli um 14.30 Uhr marschierten die Karpaten-Ulanen und das 2. Bataillon der Karpaten-Schützendivision in Ancona ein. Die deutsche 278. Infanteriedivision wurde zerschlagen. Die Eroberung eines so wichtigen Hafens erleichterte es den Alliierten, ihre Operationen gegen Rimini und die Gotenstellung fortzusetzen.
Die deutschen Verluste in der Schlacht wurden auf ca. 800 Tote und 2400 Verwundete geschätzt, d. h. ca. 30 % der Truppen. Das Grenadier-Regiment 992 wurde vollständig zerstört. Die deutsche 278. Infanteriedivision verlor einen erheblichen Teil ihrer Waffen und Fahrzeuge. 10 Panzer, 16 Feldgeschütze und 25 Panzerabwehrgeschütze wurden erbeutet. Während der Kämpfe um Ancona verlor das 2. polnische Korps 39 Offiziere und verzeichnete 338 getötete und verwundete Soldaten. Während der Operationen an der Adria hatte das 2. Korps insgesamt 496 Tote, 1789 Verwundete und 139 Vermisste. Auf dem Friedhof in Loreto wurden polnische Soldaten beerdigt, die während der Kämpfe getötet wurden oder an ihren Verletzungen starben.

## Gedenken
An die Kämpfe um Ancona wird am Grab des unbekannten Soldaten in Warschau mit einer Inschrift auf einer der Plaketten – „ANKONA 17-18 VII 1944“ – erinnert.